# Bromuro de pancuronio
El bromuro de pancuronio es un compuesto policíclico con estructura de cinco anillos de ciclo hexano y ciclo pentano con dos átomos de nitrógeno. La mención al bromo en su nombre se debe a que es el ácido bromhídrico el que se usa para formar la sal del compuesto.
Perteneciente al grupo farmacológico de los bloqueadores neuromusculares, es un antagonista colinérgico, se utiliza durante intervenciones quirúrgicas mayormente en la intubación endotraqueal y en la respiración asistida. No posee un efecto propiamente anestésico aunque sí se administre como fármaco auxiliar de la anestesia para lograr un efecto relajante muscular que facilite la intervención. También tiene ciertos efectos en el sistema circulatorio. En ocasiones, se utiliza junto con otras sustancias para administrar la inyección letal.